# Giải Oscar lần thứ 95
Lễ trao giải Oscar lần thứ 95 là lễ trao giải thường niên do Viện Hàn lâm Khoa học và Nghệ thuật Điện ảnh tổ chức, nhằm tôn vinh những tác phẩm điện ảnh xuất sắc nhất năm 2022. Buổi lễ được diễn ra tại Nhà hát Dolby ở Hollywood, Los Angeles, California vào ngày 12 tháng 3 năm 2023, do Glenn Weiss làm đạo diễn kiêm đồng sản xuất chương trình và phát sóng trên truyền hình tại Mỹ bởi đài ABC, và đồng thời được phát sóng tại Việt Nam vào ngày 13 tháng 3 năm 2023 trên K+. Jimmy Kimmel là người dẫn chương trình tổng thể của buổi lễ, đánh dấu đây là lần thứ ba Kimmel dẫn chương trình cho giải Oscar, sau buổi lễ lần thứ 89 và lần thứ 90.

## Đề cử và đoạt giải
Các đề cử chính thức của từng hạng mục đã được Riz Ahmed và Allison Williams công bố vào ngày 24 tháng 1 năm 2023.
Với việc được đề cử ở hạng mục Nữ diễn viên chính xuất sắc nhất, Dương Tử Quỳnh trở thành nữ diễn viên người Malaysia đầu tiên trong lịch sử, đồng thời còn là nữ diễn viên hoàn toàn là người châu Á đầu tiên được đề cử ở hạng mục này. Việc Stephanie Hsu và Hồng Châu cùng được đề cử ở hạng mục Nữ diễn viên phụ xuất sắc nhất đã đánh dấu lần đầu tiên trong lịch sử hai nữ diễn viên người gốc Á cùng được đề cử ở một hạng mục trong cùng một năm. Ngoài ra, việc kết hợp cả Hsu và Hồng Châu với đề cử ở hạng mục Nữ diễn viên chính xuất sắc nhất của Dương Tử Quỳnh và hạng mục Nam diễn viên phụ xuất sắc nhất của Quan Kế Huy đã đánh dấu lần đầu tiên trong lịch sử cả bốn diễn viên người châu Á đều được đề cử ở các hạng mục khác nhau liên quan đến diễn xuất. Với việc được đề cử ở hạng mục Nữ diễn viên phụ xuất sắc nhất thông qua bộ phim Chiến binh Báo Đen: Wakanda bất diệt, Angela Bassett trở thành diễn viên đầu tiên trong lịch sử được đề cử ở hạng mục diễn xuất của giải Oscar trong một tác phẩm thuộc Vũ trụ Điện ảnh Marvel. Với 16 diễn viên lần đầu được đề cử giải Oscar ở bốn hạng mục diễn xuất, buổi lễ lần này đã đánh dấu số lượng về những người được đề cử lần đầu nhiều nhất trong lịch sử của giải. Việc được đề cử ở hạng mục Nam diễn viên phụ xuất sắc nhất qua vai diễn của mình trong bộ phim The Fabelmans: Tuổi trẻ huy hoàng đã giúp cho Judd Hirsch trở thành nam diễn viên đầu tiên nhận được hai đề cử sau hơn bốn thập kỉ, và cũng là lần đầu tiên kể từ giải Oscar lần thứ 53 vào năm 1981, khi ông được đề cử ở cùng hạng mục này qua bộ phim Ordinary People (1980). Ngoài ra, Jamie Lee Curtis và Stephanie Hsu đều trở thành những diễn viên thứ 14 và thứ 15 liên tiếp có những màn hóa thân thành các nhân vật đồng tính được đề cử ở hạng mục Nữ diễn viên phụ xuất sắc nhất. Với 12 diễn viên được đề cử ở các hạng mục về diễn xuất, buổi lễ đã được chứng kiến về số lượng các diễn viên không phải là người Mỹ được đề cử giải Oscar nhiều nhất trong lịch sử.
Các đề cử của hạng mục Nam diễn viên chính xuất sắc nhất đều là những người mới có lần đầu tiên được nhận vinh dự này, đánh dấu đây là lần đầu tiên trong lịch sử sau 88 năm mới có được kỷ lục này, sau giải Oscar lần thứ 7. Đây cũng là lần đầu tiên sau 51 năm mà cả hai hạng mục Nam diễn viên phụ xuất sắc nhất và Nữ diễn viên phụ xuất sắc nhất đều có một đề cử kép cho một bộ phim, kể từ giải Oscar lần thứ 44. Buổi lễ còn chứng kiến một cột mốc mới, đó là lần đầu tiên sau 63 năm kể từ giải Oscar lần thứ 32, hai bộ phim riêng biệt đã giành được hai đề cử về diễn xuất trong cùng một hạng mục.
Với Le Pupille, Alfonso Cuarón trở thành người thứ hai được đề cử ở bảy hạng mục khác nhau của giải Oscar, cân bằng kỷ lục của Kenneth Branagh vào năm 2022, khi ông được đề cử ở hạng mục Phim ngắn hay nhất. Bộ phim cũng đánh dấu lần đầu tiên trong lịch sử có một đề cử Oscar dành cho nền tảng trực tuyến Disney+. Catherine Martin trở thành người đầu tiên được đề cử cả ba hạng mục trong cùng một năm, khi bà được đề cử ở ba hạng mục Phim hay nhất, Thiết kế sản xuất xuất sắc nhất và Thiết kế phục trang đẹp nhất cho tác phẩm Elvis. Ở độ tuổi 90, John Williams trở thành người lớn tuổi nhất trong lịch sử được đề cử giải Oscar, ngoài ra ông còn thiết lập một kỷ lục khác khi trở thành nhân vật còn sống được đề cử nhiều giải Oscar nhất và cũng là người được đề cử nhiều giải Oscar thứ hai trong lịch sử với 53 lần đề cử (chỉ sau kỷ lục 59 lần đề cử của Walt Disney). Các đạo diễn Todd Field, Martin McDonagh, Daniel Kwan, Daniel Scheinert và Steven Spielberg đều cùng được đề cử ba hạng mục quan trọng của giải Oscar, bao gồm Phim hay nhất, Kịch bản gốc xuất sắc nhất và Đạo diễn xuất sắc nhất.
Với hai bộ phim Avatar: Dòng chảy của nước và Phi công siêu đẳng Maverick, đây là lần đầu tiên trong lịch sử mà hạng mục Phim hay nhất có tận hai tác phẩm hậu truyện cùng được đề cử trong cùng một buổi lễ, đồng thời còn là lần đầu tiên có hai tác phẩm đều đạt doanh thu hơn một tỷ USD trên toàn cầu cùng được nhận vinh dự này. Ngoài ra, Avatar còn trở thành loạt phim thứ ba có hai hoặc nhiều phim được đề cử ở hạng mục Phim hay nhất, sau Bố già và Chúa tể của những chiếc nhẫn. The Quiet Girl trở thành tác phẩm đầu tiên của Ireland nhận được đề cử ở hạng mục Phim quốc tế hay nhất. Việc được đề cử ở hạng mục Phim hay nhất đã giúp cho Phía Tây không có gì lạ trở thành tác phẩm điện ảnh không nói tiếng Anh thứ mười lăm và là tác phẩm thứ chín đề cử ở hạng mục Phim quốc tế hay nhất được đề cử thêm vào hạng mục kể trên, đồng thời còn là tác phẩm thứ ba có bộ phim cùng chuyển thể từ tài liệu gốc có được vinh dự này, sau Mutiny on the Bounty (1962) và Câu chuyện phía Tây (2021). Với 9 đề cử có được, Phía Tây không có gì lạ cũng chính thức trở thành bộ phim quốc tế có số lần đề cử nhiều thứ hai trong lịch sử, chỉ sau 10 đề cử của Ngọa hổ tàng long (2000) và Roma (2018).

### Giải thưởng chính

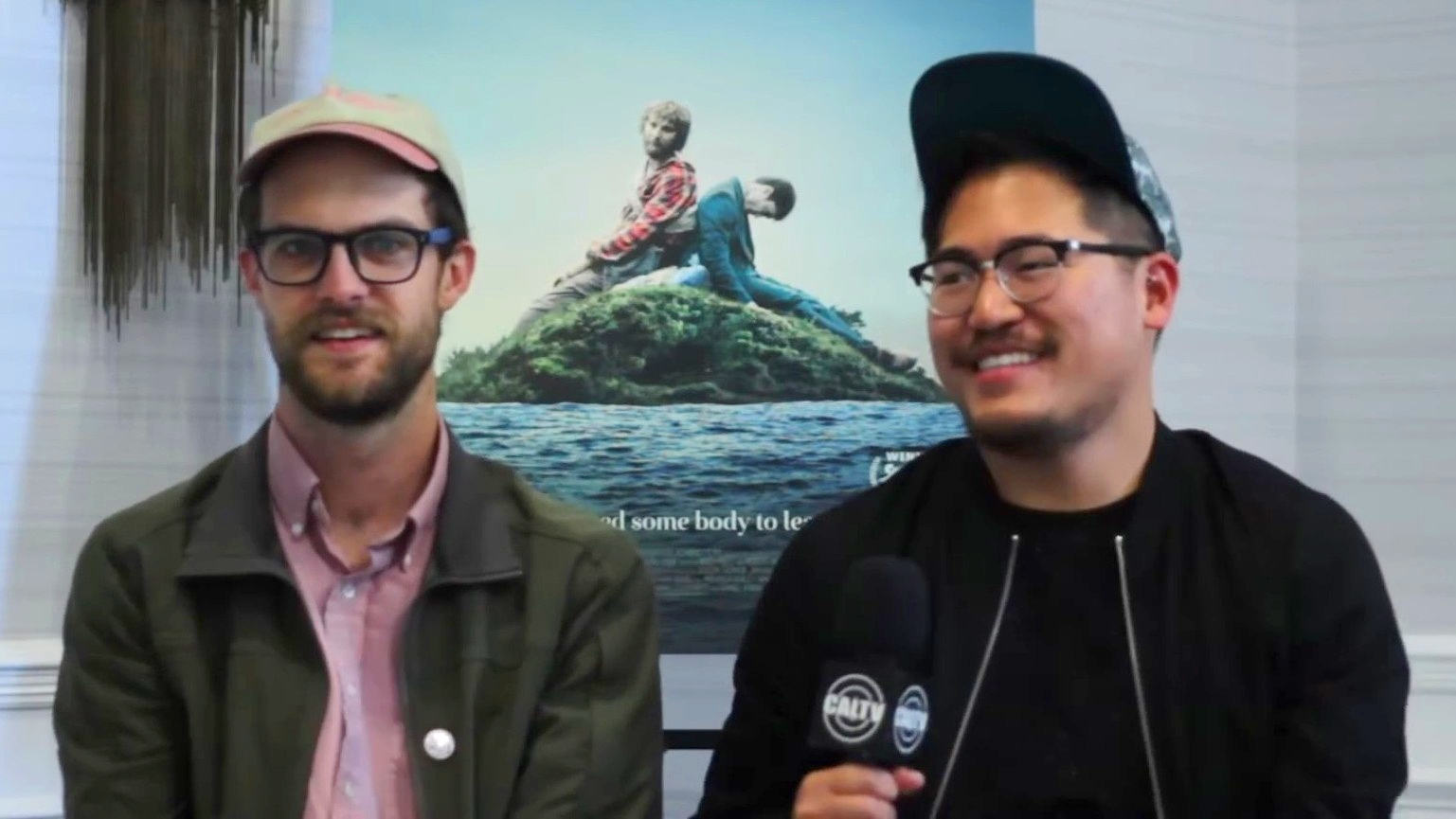
Daniel Scheinert và Daniel Kwan, những người thắng các giải Phim hay nhất, Đạo diễn xuất sắc nhất và Kịch bản gốc xuất sắc nhất

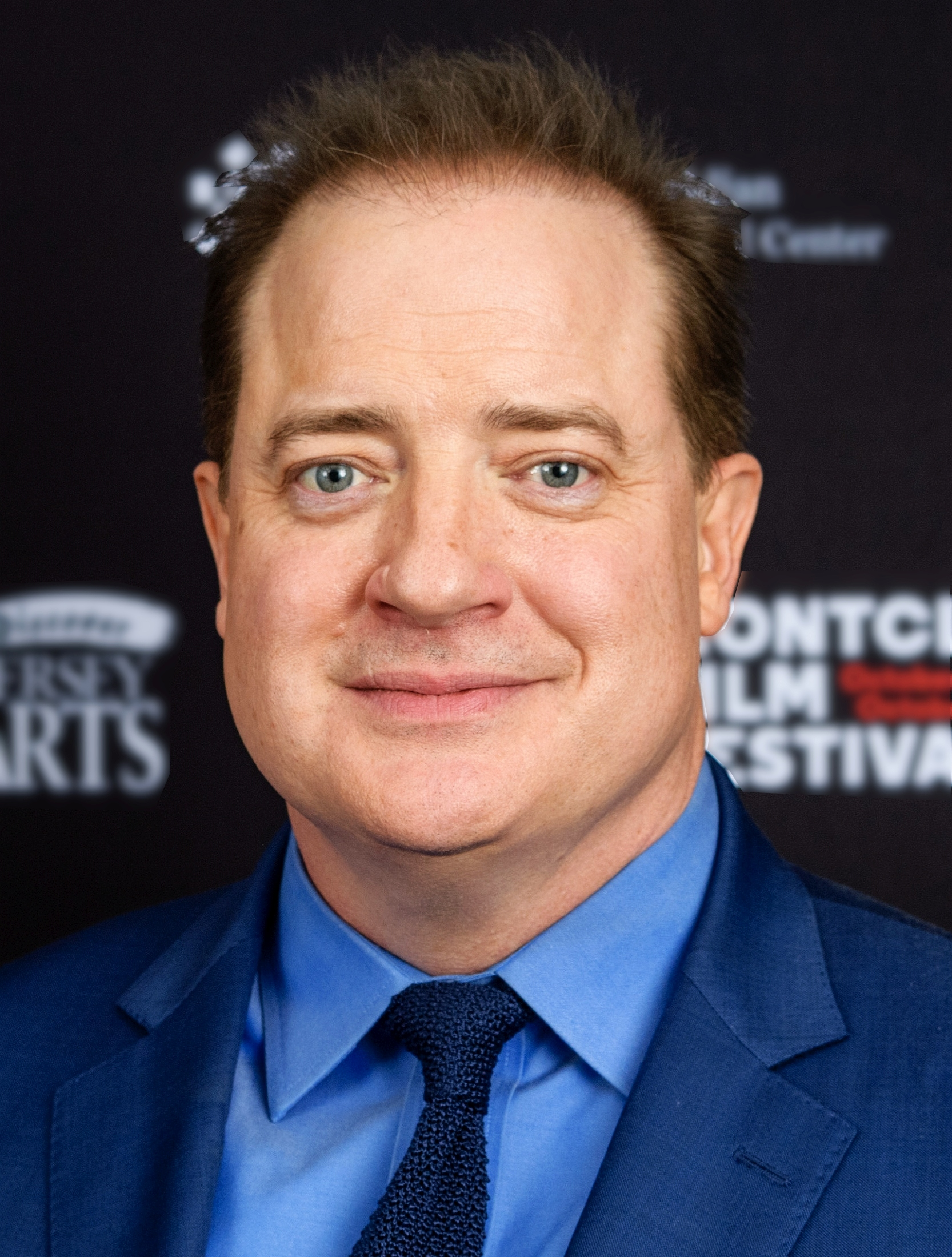
Brendan Fraser, người thắng giải Nam diễn viên chính xuất sắc nhất

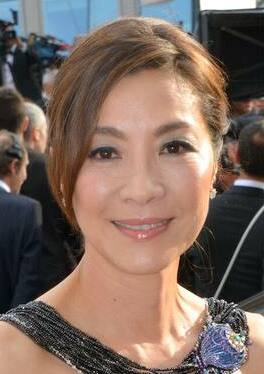
Dương Tử Quỳnh, người thắng giải Nữ diễn viên chính xuất sắc nhất

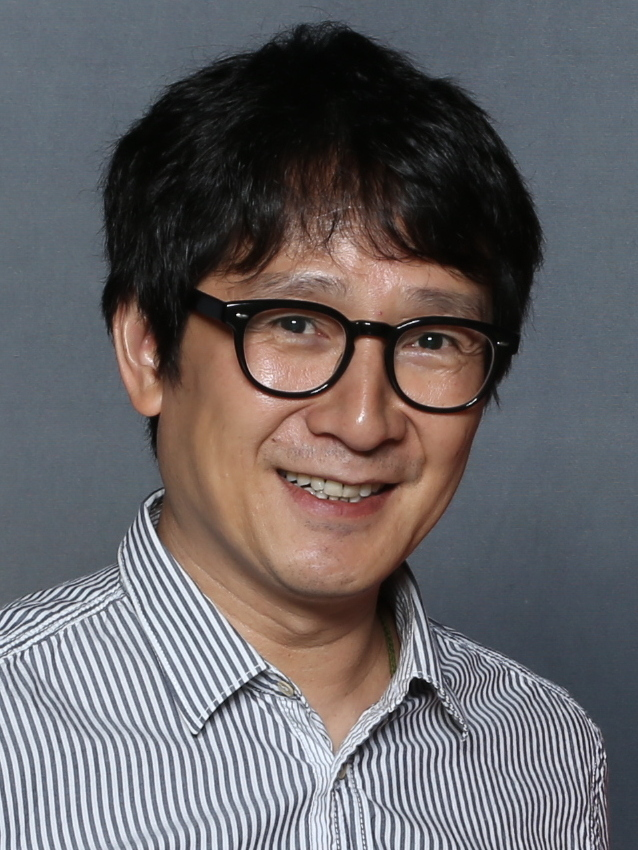
Quan Kế Huy, người thắng giải Nam diễn viên phụ xuất sắc nhất

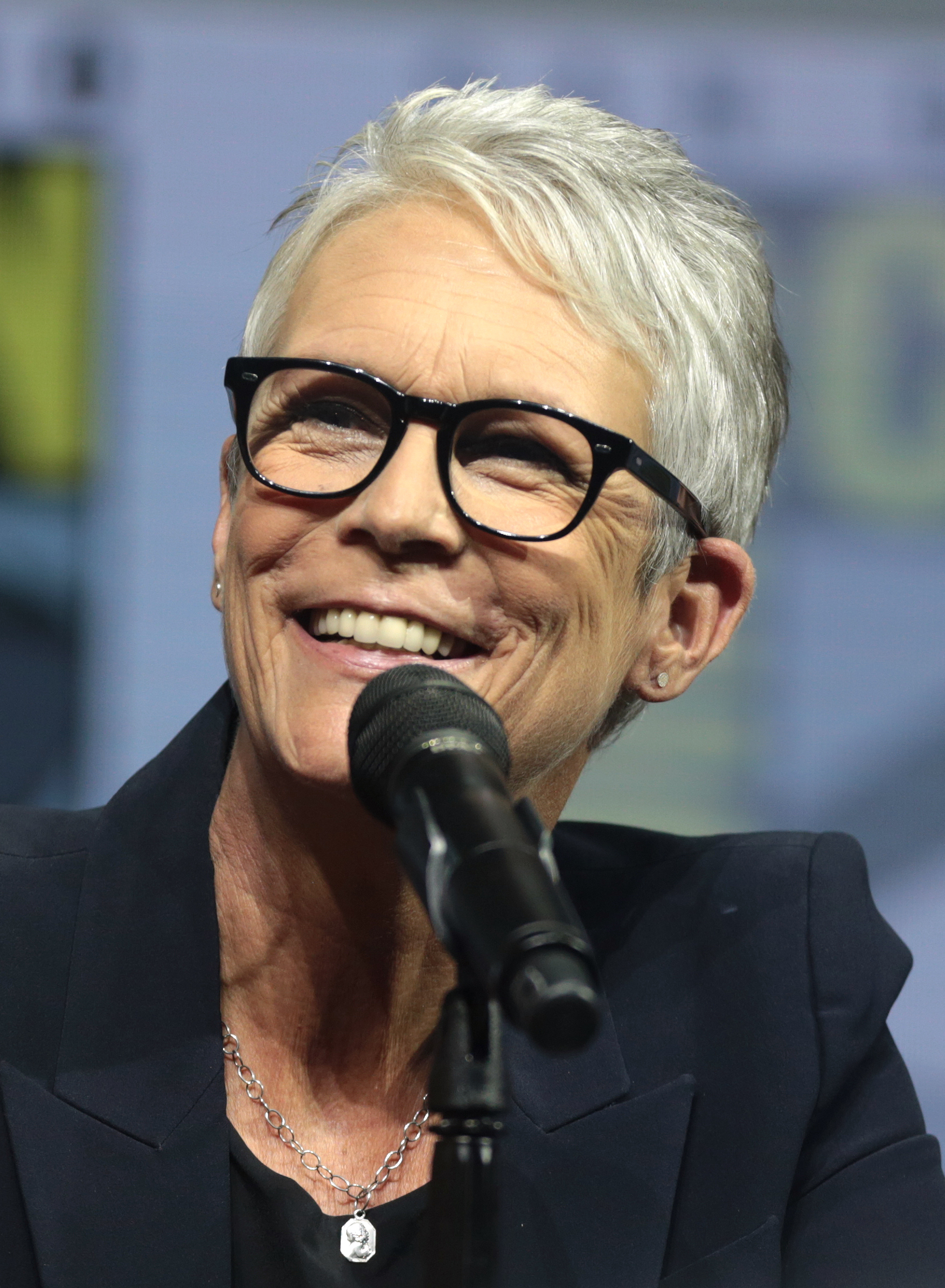
Jamie Lee Curtis, người thắng giải Nữ diễn viên phụ xuất sắc nhất

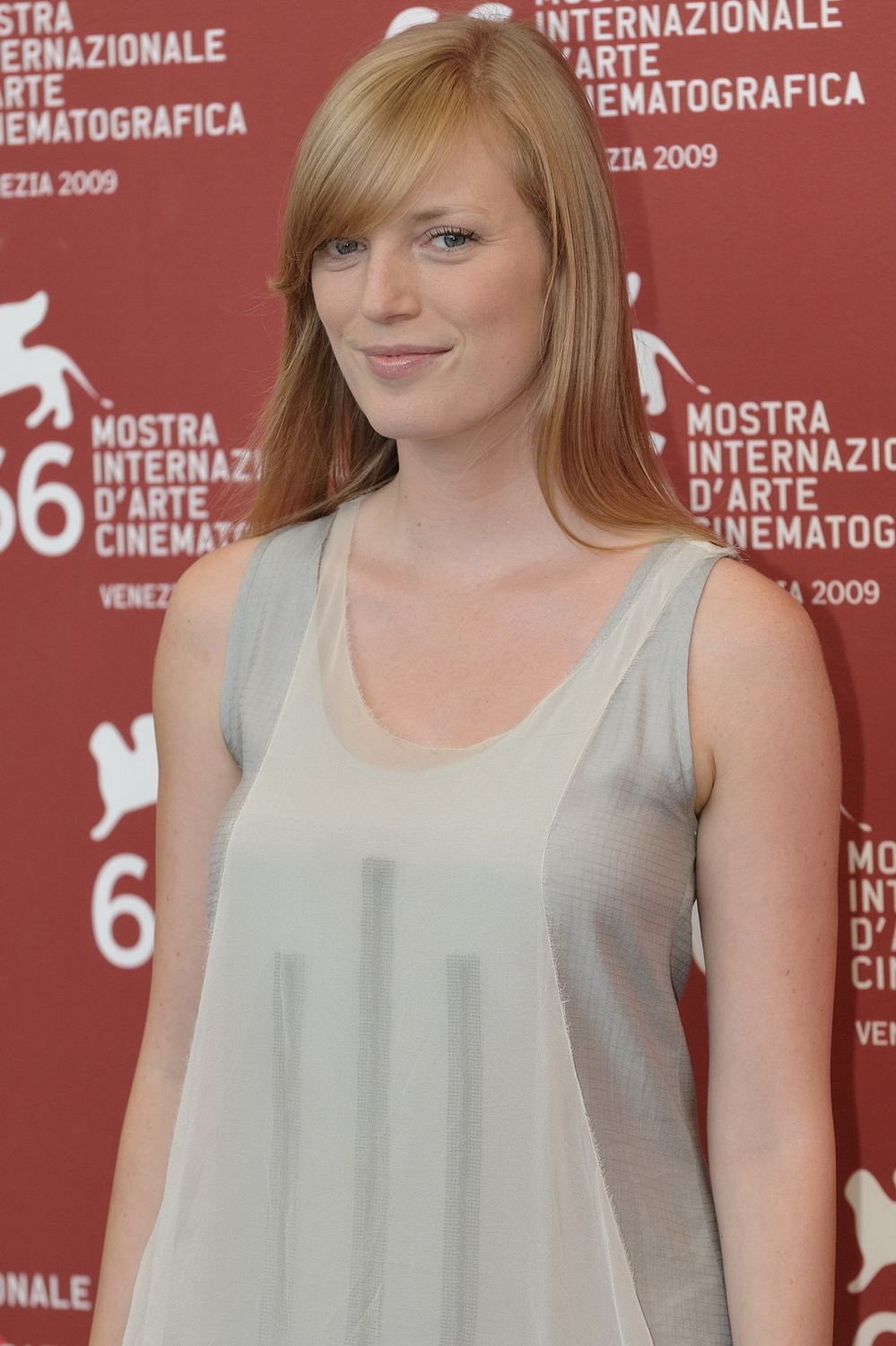
Sarah Polley, người thắng giải Kịch bản chuyển thể xuất sắc nhất

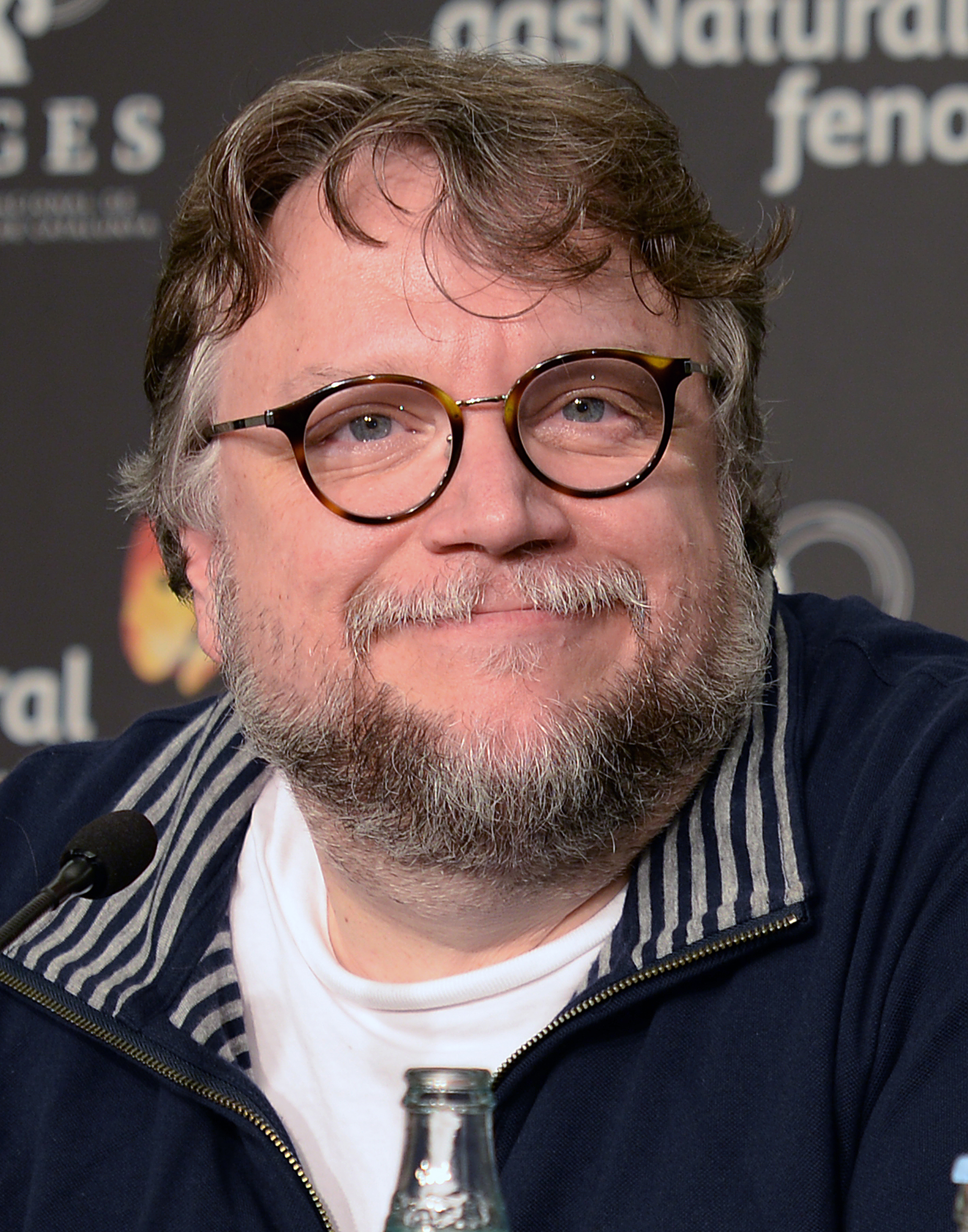
Guillermo del Toro, người đồng thắng giải Phim hoạt hình hay nhất

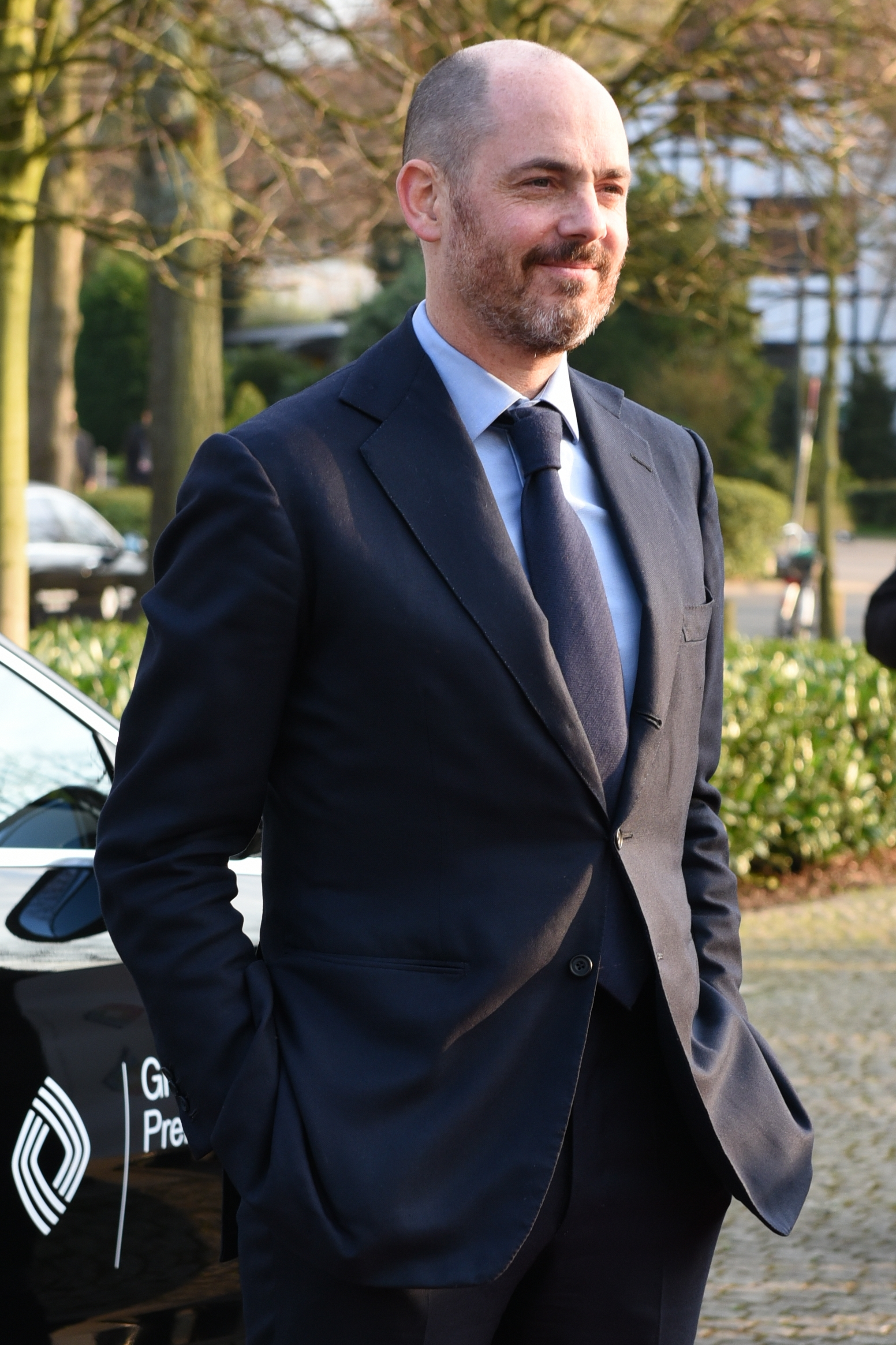
Edward Berger, người thắng giải Phim quốc tế hay nhất

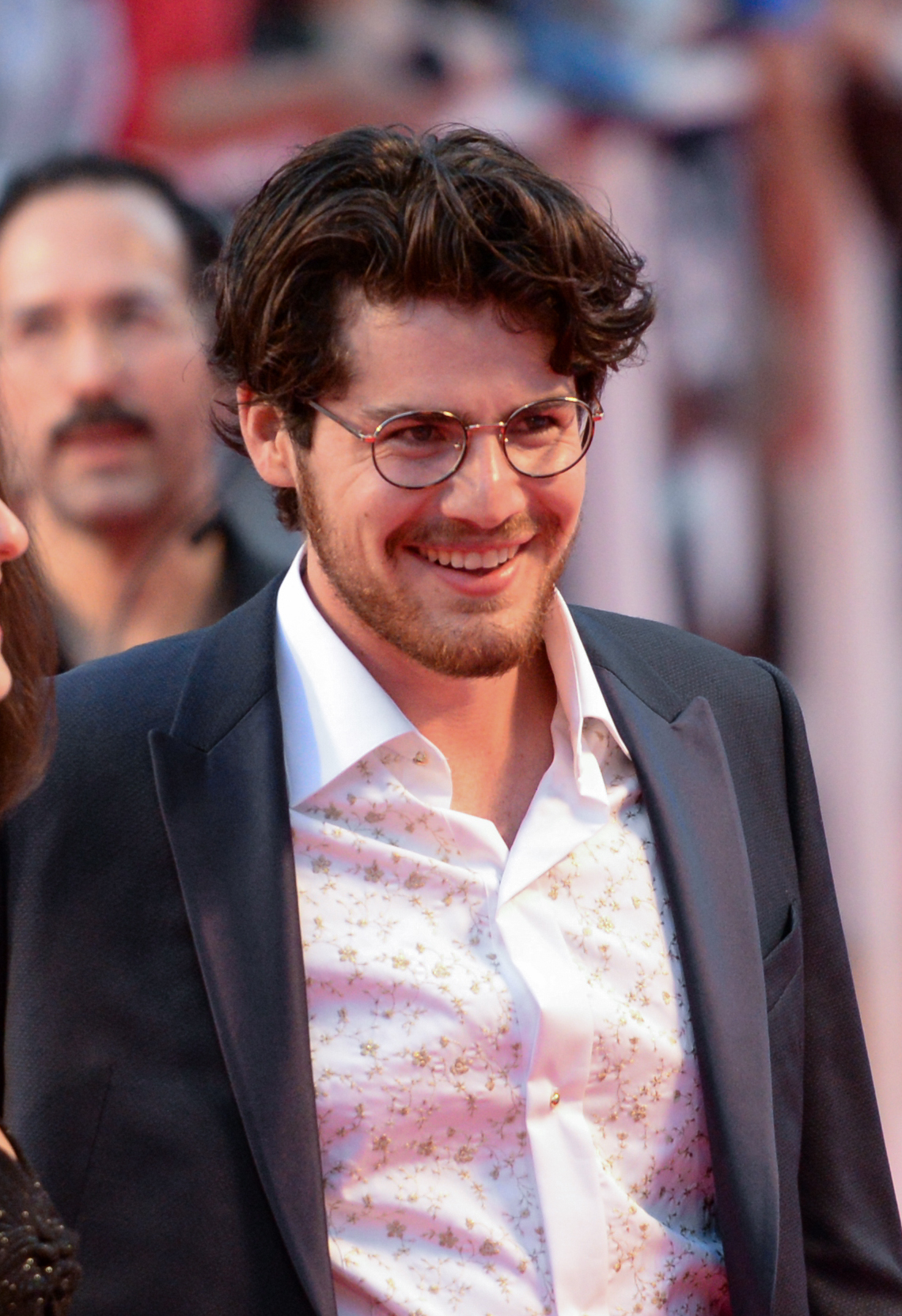
Daniel Roher, người thắng giải Phim tài liệu hay nhất

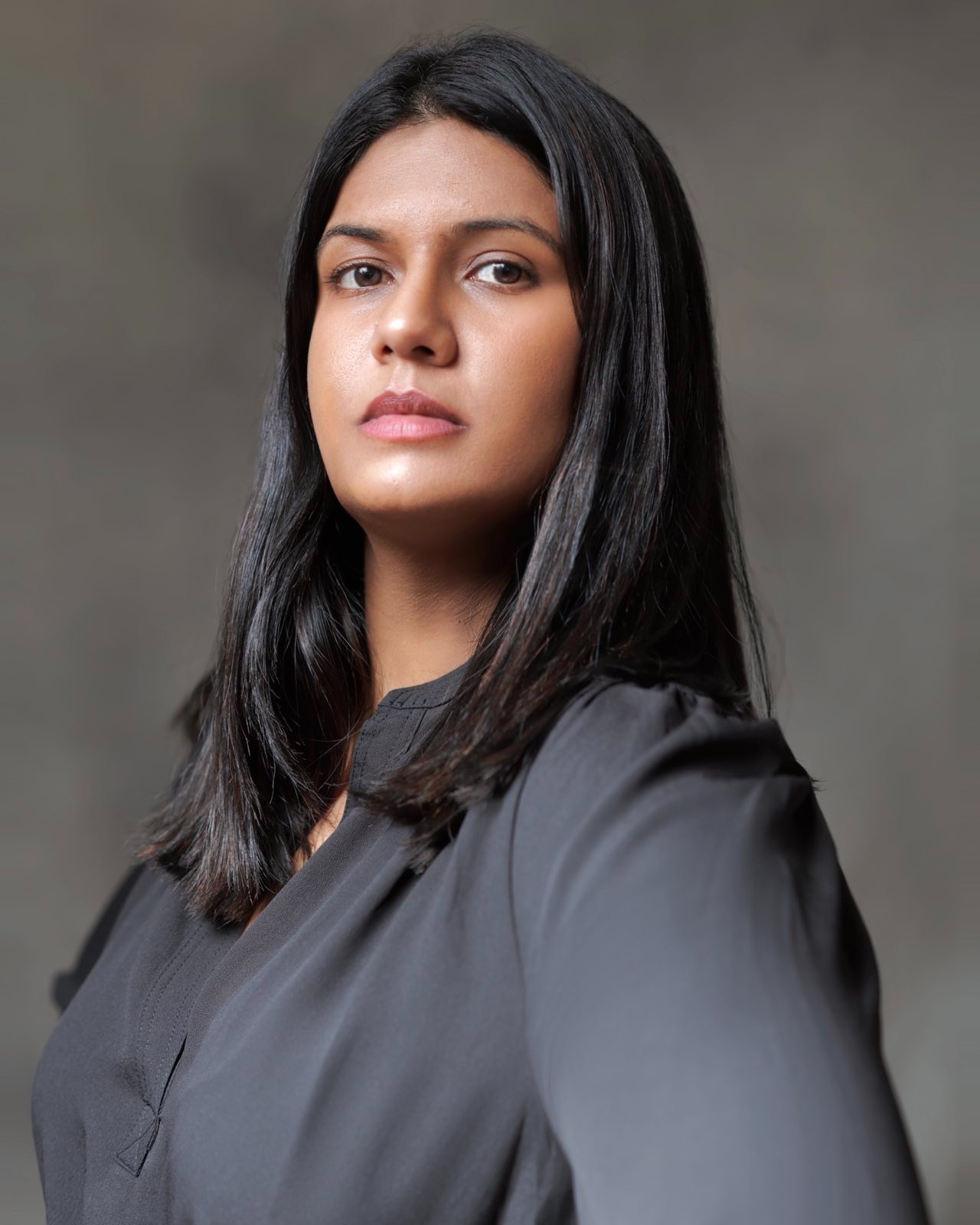
Kartiki Gonsalves, người thắng giải Phim tài liệu ngắn hay nhất

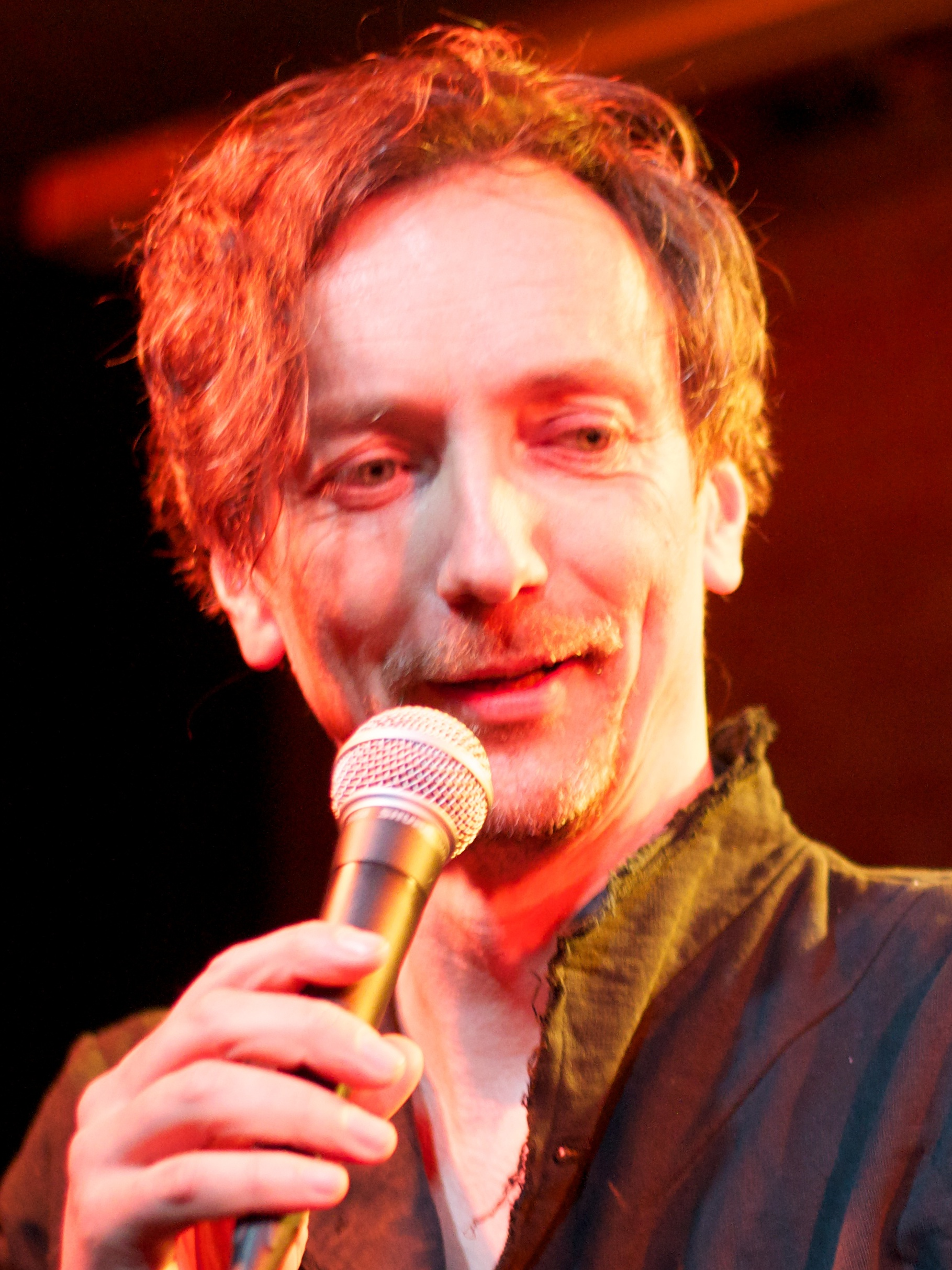
Volker Bertelmann, người thắng giải Nhạc phim hay nhất

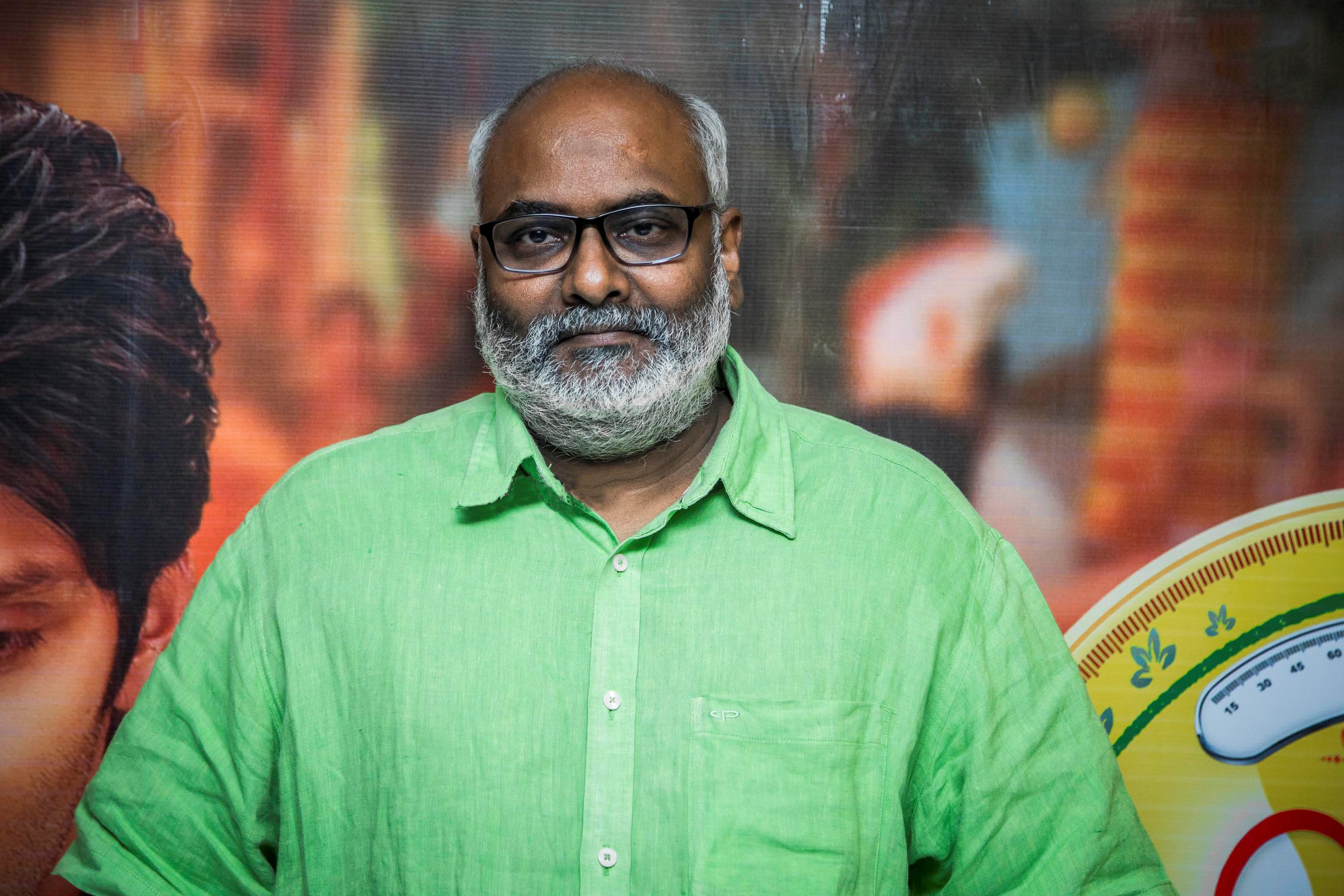
M. M. Keeravani, người thắng giải Ca khúc trong phim hay nhất

Người chiến thắng được liệt kê lên đầu hàng, được đánh dấu bằng in đậm và biểu thị bằng biểu tượng dấu thập kép (‡).
| Phim hay nhất - Cuộc chiến đa vũ trụ – Daniel Kwan và Daniel Scheinert, và Jonathan Wang, sản xuất‡ - Phía Tây không có gì lạ – Malte Grunert, sản xuất - Avatar: Dòng chảy của nước – James Cameron và Jon Landau, sản xuất - The Banshees of Inisherin – Graham Broadbent, Peter Czernin và Martin McDonagh, sản xuất - Elvis – Baz Luhrmann, Catherine Martin, Gail Berman, Patrick McCormick và Schuyler Weiss, sản xuất - The Fabelmans: Tuổi trẻ huy hoàng – Kristie Macosko Krieger, Steven Spielberg và Tony Kushner, sản xuất - Tár – Todd Field, Alexandra Milchan và Scott Lambert, sản xuất - Phi công siêu đẳng Maverick – Tom Cruise, Christopher McQuarrie, David Ellison và Jerry Bruckheimer, sản xuất - Đáy thượng lưu – Erik Hemmendorff và Philppe Bober, sản xuất - Women Talking – Dede Gardner, Jeremy Kleiner và Frances McDormand, sản xuất | Đạo diễn xuất sắc nhất - Daniel Kwan và Daniel Scheinert – Cuộc chiến đa vũ trụ‡ - Martin McDonagh – The Banshees of Inisherin - Steven Spielberg – The Fabelmans: Tuổi trẻ huy hoàng - Todd Field – Tár - Ruben Östlund – Đáy thượng lưu |
| Nam diễn viên chính xuất sắc nhất - Brendan Fraser – The Whale trong vai Charlie‡ - Austin Butler – Elvis trong vai Elvis Presley - Colin Farrell – The Banshees of Inisherin trong vai Pádraic Súilleabháin - Paul Mescal – Aftersun trong vai Calum Paterson - Bill Nighy – Living trong vai Rodney Williams | Nữ diễn viên chính xuất sắc nhất - Dương Tử Quỳnh – Cuộc chiến đa vũ trụ trong vai Evelyn Quan Wang - Cate Blanchett – Tár trong vai Lydia Tár - Ana de Armas – Blonde: Câu chuyện khác về Marilyn trong vai Norma Jeane Mortensen/Marilyn Monroe - Andrea Riseborough – To Leslie trong vai Leslie Rowlands - Michelle Williams – The Fabelmans: Tuổi trẻ huy hoàng trong vai Mitzi Schildkraut-Fabelman |
| Nam diễn viên phụ xuất sắc nhất - Quan Kế Huy – Cuộc chiến đa vũ trụ trong vai Waymond Wang‡ - Brendan Gleeson – The Banshees of Inisherin trong vai Colm Doherty - Brian Tyree Henry – Causeway trong vai James Aucoin - Judd Hirsch – The Fabelmans: Tuổi trẻ huy hoàng trong vai Boris Schildkraut - Barry Keoghan – The Banshees of Inisherin trong vai Dominic Kearney | Nữ diễn viên phụ xuất sắc nhất - Jamie Lee Curtis – Cuộc chiến đa vũ trụ trong vai Deirdre Beaubeirdre‡ - Angela Bassett – Chiến binh Báo Đen: Wakanda bất diệt trong vai Nữ hoàng Ramonda - Hồng Châu – The Whale trong vai Liz - Kerry Condon – The Banshees of Inisherin trong vai Siobhán Súilleabháin - Stephanie Hsu – Cuộc chiến đa vũ trụ trong vai Joy Wang/Jobu Tupaki |
| Kịch bản gốc xuất sắc nhất - Cuộc chiến đa vũ trụ – Daniel Kwan và Daniel Scheinert‡ - The Banshees of Inisherin – Martin McDonagh - The Fabelmans: Tuổi trẻ huy hoàng – Steven Spielberg và Tony Kushner - Tár – Todd Field - Đáy thượng lưu – Ruben Östlund | Kịch bản chuyển thể xuất sắc nhất - Women Talking – Sarah Polley; dựa trên tiểu thuyết của Miriam Toews‡ - Phía Tây không có gì lạ – Edward Berger, Lesley Paterson, và Ian Stokell; dựa trên tiểu thuyết của Erich Maria Remarque - Glass Onion: A Knives Out Mystery – Rian Johnson; dựa trên các nhân vật của Johnson và bộ phim Kẻ đâm lén - Living – Kazuo Ishiguro; dựa trên kịch bản gốc từ bộ phim Ikiru của Akira Kurosawa, Shinobu Hashimoto, và Hideo Oguni - Phi công siêu đẳng Maverick – biên kịch: Ehren Kruger, Eric Warren Singer, và Christopher McQuarrie; cốt truyện: Peter Craig và Justin Marks; dựa trên kịch bản gốc của bộ phim Top Gun của Jim Cash và Jack Epps Jr. |
| Phim hoạt hình hay nhất - Pinocchio của Guillermo del Toro – Guillermo del Toro, Mark Gustafson, Gary Ungar, và Alex Bulkley‡ - Marcel the Shell with Shoes On – Dean Fleischer Camp, Elisabeth Holm, Andrew Goldman, Caroline Kaplan, và Paul Mezey - Mèo đi hia: Điều ước cuối cùng – Joel Crawford và Mark Swift - The Sea Beast – Chris Williams và Jed Schlanger - Gấu đỏ biến hình – Domee Shi và Lindsey Collins | Phim quốc tế hay nhất - Phía Tây không có gì lạ (Đức) – Edward Berger đạo diễn‡ - Argentina, 1985 (Argentina) – Santiago Mitre đạo diễn - Close (Bỉ) – Lukas Dhont đạo diễn - EO (Ba Lan) – Jerzy Skolimowski đạo diễn - The Quiet Girl (Ireland) – Colm Bairéad đạo diễn |
| Phim tài liệu hay nhất - Navalny – Daniel Roher, Odessa Rae, Diane Becker, Melanie Miller, và Shane Boris‡ - All That Breathes – Shaunak Sen, Aman Mann, và Teddy Leifer - All the Beauty and the Bloodshed – Laura Poitras, Howard Gertler, John Lyons, Nan Goldin, và Yoni Golijov - Fire of Love – Sara Dosa, Shane Boris, và Ina Fichman - A House Made of Splinters – Simon Lereng Wilmont và Monica Hellström | Phim tài liệu ngắn hay nhất - The Elephant Whisperers – Kartiki Gonsalves và Guneet Monga‡ - Haulout – Evgenia Arbugaeva và Maxim Arbugaev - How Do You Measure a Year? – Jay Rosenblatt - The Martha Mitchell Effect – Anne Alvergue và Beth Levison - Stranger at the Gate – Joshua Seftel và Conall Jones |
| Phim ngắn hay nhất - An Irish Goodbye – Tom Berkely và Ross White‡ - Ivalu – Anders Walter và Rebecca Pruzan - Le Pupille – Alice Rohrwacher và Alfonso Cuarón - Night Ride – Eirik Tveiten và Gaute Lid Larssen - The Red Suitcase – Cyrus Neshvad | Phim hoạt hình ngắn hay nhất - The Boy, the Mole, the Fox and the Horse – Charlie Mackesy và Matthew Freud‡ - The Flying Sailor – Wendy Tilby và Amanda Forbis - Ice Merchants – João Gonzalez và Bruno Caetano - My Year of Dicks – Sara Gunnarsdóttir và Pamela Ribon - An Ostrich Told Me the World Is Fake and I Think I Believe It – Lachlan Pendragon |
| Nhạc phim hay nhất - Phía Tây không có gì lạ – Volker Bertelmann‡ - Babylon – Justin Hurwitz - The Banshees of Inisherin – Carter Burwell - Cuộc chiến đa vũ trụ – Son Lux - The Fabelmans: Tuổi trẻ huy hoàng – John Williams | Ca khúc trong phim hay nhất - "Naatu Naatu" trong phim RRR – Nhạc: M. M. Keeravani; lời: Chandrabose‡ - "Applause" trong phim Tell It Like a Woman – Nhạc và lời: Diane Warren - "Hold My Hand" trong phim Phi công siêu đẳng Maverick – Nhạc và lời: Lady Gaga và BloodPop - "Lift Me Up" trong phim Chiến binh Báo Đen: Wakanda bất diệt – Nhạc: Tems, Rihanna, Ryan Coogler, và Ludwig Göransson; lời: Tems và Ryan Coogler - "This Is a Life" trong phim Cuộc chiến đa vũ trụ – Nhạc: Ryan Lott, David Byrne, và Mitski; lời: Ryan Lott và David Byrne |
| Âm thanh xuất sắc nhất - Phi công siêu đẳng Maverick – Mark Weingarten, James H. Mather, Al Nelson, Chris Burdon, và Mark Taylor‡ - Phía Tây không có gì lạ – Viktor Prášil, Frank Kruse, Markus Stemler, Lars Ginzel, và Stefan Korte - Avatar: Dòng chảy của nước – Julian Howarth, Gwendolyn Yates Whittle, Dick Bernstein, Christopher Boyes, Gary Summers, và Michael Hedges - The Batman: Vạch trần sự thật – Stuart Wilson, William Files, Douglas Murray, và Andy Nelson - Elvis – David Lee, Wayne Pashley, Andy Nelson, và Michael Keller | Thiết kế sản xuất xuất sắc nhất - Phía Tây không có gì lạ – Thiết kế sản xuất: Christian M. Goldbeck; trang trí bối cảnh: Ernestine Hipper‡ - Avatar: Dòng chảy của nước – Thiết kế sản xuất: Dylan Cole và Ben Procter; trang trí bối cảnh: Vanessa Cole - Babylon – Thiết kế sản xuất: Florencia Martin; trang trí bối cảnh: Anthony Carlino - Elvis – Thiết kế sản xuất: Catherine Martin và Karen Murphy; trang trí bối cảnh: Bev Dunn - The Fabelmans: Tuổi trẻ huy hoàng – Thiết kế sản xuất: Rick Carter; trang trí bối cảnh: Karen O'Hara |
| Quay phim xuất sắc nhất - Phía Tây không có gì lạ – James Friend‡ - Bardo, False Chronicle of a Handful of Truths – Darius Khondji - Elvis – Mandy Walker - Empire of Light – Roger Deakins - Tár – Florian Hoffmeister | Hóa trang xuất sắc nhất - The Whale – Adrien Morot, Judy Chin, và Anne Marie Bradley‡ - Phía Tây không có gì lạ – Heike Merker và Linda Eisenhamerová - The Batman: Vạch trần sự thật – Naomi Donne, Mike Marino, và Mike Fontaine - Chiến binh Báo Đen: Wakanda bất diệt – Camille Friend và Joel Harlow - Elvis – Mark Coulier, Jason Baird, và Aldo Signoretti |
| Thiết kế phục trang đẹp nhất - Chiến binh Báo Đen: Wakanda bất diệt – Ruth Carter‡ - Babylon – Mary Zophres - Elvis – Catherine Martin - Cuộc chiến đa vũ trụ – Shirley Kurata - Mrs. Harris Goes to Paris – Jenny Beavan | Dựng phim xuất sắc nhất - Cuộc chiến đa vũ trụ – Paul Rogers‡ - The Banshees of Inisherin – Mikkel E. G. Nielsen - Elvis – Matt Villa and Jonathan Redmond - Tár – Monika Willi - Phi công siêu đẳng Maverick – Eddie Hamilton |
| Hiệu ứng hình ảnh xuất sắc nhất - Avatar: Dòng chảy của nước – Joe Letteri, Richard Baneham, Eric Saindon, và Daniel Barrett‡ - Phía Tây không có gì lạ – Frank Petzold, Viktor Müller, Markus Frank, và Kamil Jafar - The Batman: Vạch trần sự thật – Dan Lemmon, Russell Earl, Anders Langlands, và Dominic Tuohy - Chiến binh Báo Đen: Wakanda bất diệt – Geoffrey Baumann, Craig Hammack, R. Christopher White, và Dan Sudick - Phi công siêu đẳng Maverick – Ryan Tudhope, Seth Hill, Bryan Litson, và Scott R. Fisher | |

### Giải Governor
Ngày 21 tháng 6 năm 2022, AMPAS đã công bố những người giành giải trong buổi lễ trao giải Governor lần thứ 13 được tổ chức vào ngày 19 tháng 11 cùng năm. Tại sự kiện này, Euzhan Palcy, Diane Warren và Peter Weir đều nhận giải Oscar danh dự, còn giải thưởng nhân đạo Jean Hersholt được trao cho cựu diễn viên Michael J. Fox.

#### Giải Oscar danh dự
- Euzhan Palcy
- Diane Warren
- Peter Weir

#### Giải thưởng nhân đạo Jean Hersholt
- Michael J. Fox

### Phim có nhiều chiến thắng và đề cử
| Số lần đề cử | Phim                                 |
| ------------ | ------------------------------------ |
| 11           | Cuộc chiến đa vũ trụ                 |
| 9            | Phía Tây không có gì lạ              |
| 9            | The Banshees of Inisherin            |
| 8            | Elvis                                |
| 7            | The Fabelmans: Tuổi trẻ huy hoàng    |
| 6            | Tár                                  |
| 6            | Phi công siêu đẳng Maverick          |
| 5            | Chiến binh Báo Đen: Wakanda bất diệt |
| 4            | Avatar: Dòng chảy của nước           |
| 3            | Babylon                              |
| 3            | The Batman: Vạch trần sự thật        |
| 3            | Đáy thượng lưu                       |
| 3            | The Whale                            |
| 2            | Living                               |
| 2            | Women Talking                        |

| Số lần giành giải | Phim                    |
| ----------------- | ----------------------- |
| 7                 | Cuộc chiến đa vũ trụ    |
| 4                 | Phía Tây không có gì lạ |
| 2                 | The Whale               |

## Những người trao giải và trình diễn
Dưới đây là danh sách những nghệ sĩ tham gia lễ trao giải với tư cách là những người trao giải và những người trình diễn các tiết mục.
| Tên                                 | Vai trò                                                                                              |
| ----------------------------------- | --- |
| Sylvia Villagran                    | Thông báo bắt đầu buổi lễ trao giải Oscar lần thứ 95                                                 |
| Emily Blunt Dwayne Johnson          | Công bố trao giải cho hạng mục Phim hoạt hình hay nhất                                               |
| Ariana DeBose Troy Kotsur           | Công bố trao giải cho hạng mục Nam diễn viên phụ xuất sắc nhất và Nữ diễn viên phụ xuất sắc nhất     |
| Cara Delevingne                     | Giới thiệu phần trình diễn ca khúc "Applause"                                                        |
| Riz Ahmed Questlove                 | Công bố trao giải cho hạng mục Phim tài liệu hay nhất và Phim ngắn hay nhất                          |
| Halle Bailey Melissa McCarthy       | Giới thiệu bản xem trước của bộ phim Nàng tiên cá                                                    |
| Michael B. Jordan Jonathan Majors   | Công bố trao giải cho hạng mục Quay phim xuất sắc nhất                                               |
| Chân Tử Đan                         | Giới thiệu phần trình diễn ca khúc "This Is a Life"                                                  |
| Jennifer Connelly Samuel L. Jackson | Công bố trao giải cho hạng mục Hóa trang xuất sắc nhất                                               |
| Morgan Freeman Margot Robbie        | Giới thiệu lễ kỷ niệm 100 năm của Warner Bros.                                                       |
| Paul Dano Julia Louis-Dreyfus       | Công bố trao giải cho hạng mục Thiết kế phục trang đẹp nhất                                          |
| Deepika Padukone                    | Giới thiệu phần trình diễn ca khúc "Naatu Naatu"                                                     |
| Eva Longoria Janet Yang             | Giới thiệu về Bảo tàng Viện hàn lâm về Điện ảnh                                                      |
| Antonio Banderas Salma Hayek        | Công bố trao giải cho hạng mục Phim quốc tế hay nhất                                                 |
| Elizabeth Olsen Pedro Pascal        | Công bố trao giải cho hạng mục Phim tài liệu ngắn hay nhất và Phim hoạt hình ngắn hay nhất           |
| Lady Gaga                           | Giới thiệu phần trình diễn ca khúc "Hold My Hand"                                                    |
| Hugh Grant Andie MacDowell          | Công bố trao giải cho hạng mục Thiết kế sản xuất xuất sắc nhất                                       |
| John Cho Mindy Kaling               | Công bố trao giải cho hạng mục Nhạc phim hay nhất                                                    |
| Elizabeth Banks                     | Công bố trao giải cho hạng mục Hiệu ứng hình ảnh xuất sắc nhất                                       |
| Danai Gurira                        | Giới thiệu phần trình diễn ca khúc "Lift Me Up"                                                      |
| Andrew Garfield Florence Pugh       | Công bố trao giải cho hạng mục Kịch bản gốc xuất sắc nhất và Kịch bản chuyển thể xuất sắc nhất       |
| Kate Hudson Janelle Monáe           | Công bố trao giải cho hạng mục Hòa âm hay nhất và Ca khúc trong phim hay nhất                        |
| John Travolta                       | Giới thiệu phần "In Memoriam (Tưởng nhớ)"                                                            |
| Zoe Saldaña Sigourney Weaver        | Công bố trao giải cho hạng mục Dựng phim xuất sắc nhất                                               |
| Idris Elba Nicole Kidman            | Công bố trao giải cho hạng mục Đạo diễn xuất sắc nhất                                                |
| Halle Berry Jessica Chastain        | Công bố trao giải cho hạng mục Nam diễn viên chính xuất sắc nhất và Nữ diễn viên chính xuất sắc nhất |
| Harrison Ford                       | Công bố trao giải cho hạng mục Phim hay nhất                                                         |

| Tên                               | Vai trò          | Tiết mục trình diễn                                          |
| --------------------------------- | ---------------- | ------------------------------------------------------------ |
| Ricky Minor                       | Giám đốc âm nhạc | Giao hưởng                                                   |
| Sofia Carson Diane Warren         | Người trình diễn | "Applause" trong phim Tell It Like a Woman                   |
| David Byrne Son Lux Stephanie Hsu | Người trình diễn | "This Is a Life" trong phim Cuộc chiến đa vũ trụ             |
| Rahul Sipligunj Kaala Bhairava    | Người trình diễn | "Naatu Naatu" trong phim RRR                                 |
| Lady Gaga                         | Người trình diễn | "Hold My Hand" trong phim Phi công siêu đẳng Maverick        |
| Rihanna                           | Người trình diễn | "Lift Me Up" trong phim Chiến binh Báo Đen: Wakanda bất diệt |
| Lenny Kravitz                     | Người trình diễn | "Calling All Angels" trong phần "In Memoriam (Tưởng nhớ)"    |

## Thông tin buổi lễ

### Tranh cãi về việc đề cử của Andrea Riseborough
Việc Andrea Riseborough được đề cử ở hạng mục Nữ diễn viên chính xuất sắc nhất cho bộ phim To Leslie của cô đã làm dấy lên một làn sóng phẫn nộ từ giới phê bình và chuyên gia, khi Momentum Pictures, nhà phát hành của bộ phim, đã không tài trợ cho một chiến dịch trao giải thông thường dựa trên việc quảng bá cho bộ phim. Thay vào đó, đạo diễn Michael Morris và vợ của ông, nữ diễn viên Mary McCormack, đã tổ chức một "chiến dịch do những người nổi tiếng hậu thuẫn" nhằm để Riseborough được đề cử giải Oscar cho hạng mục nữ chính. Cả hai đã liên hệ với bạn bè và đồng nghiệp trong ngành giải trí, đề nghị họ xem bộ phim và chia sẻ với những người khác nếu họ thích. Trong số những người đã vận động ủng hộ cho màn trình diễn của Riseborough có Kate Winslet, Amy Adams, Edward Norton, Melanie Lynskey, Gwyneth Paltrow, Jane Fonda, Howard Stern, Jennifer Aniston, và Cate Blanchett – người cũng được đề cử ở hạng mục này. Ngoài ra, Morris và Riseborough cũng thuê các nhà báo để cùng nhau phối hợp những nỗ lực kể trên trong chiến dịch. Mặc dù vụ việc này không được nhiều người xem hoặc coi là một ứng cử viên nặng ký của giải, nhưng chiến dịch đã nâng cao thành công danh tiếng của bộ phim khi hàng chục người nổi tiếng công khai ca ngợi bộ phim và màn trình diễn của Riseborough trên mạng xã hội; một số rạp cũng tổ chức các buổi chiếu trong quá trình bỏ phiếu cho các đề cử của giải Oscar vào tháng 1 năm 2023. Riseborough được đề cử cho hạng mục này vào ngày 24 tháng 1, điều này được tờ Los Angeles Times gọi là "một trong những đề cử gây sốc nhất trong lịch sử của giải Oscar".
Sau khi đề cử được công bố, giới truyền thông và những người trong ngành công nghiệp điện ảnh đã suy đoán rằng chiến dịch này có thể đã vi phạm quy tắc của AMPAS đối với việc trực tiếp vận động bầu cử. Các quy định của AMPAS đều tuyên bố cấm các cá nhân đưa ra "chữ ký cá nhân, lời chào cá nhân hoặc yêu cầu xem phim" trong các cuộc trao đổi liên quan đến chiến dịch. Một bài đăng trên tài khoản Instagram của bộ phim cũng bị chỉ trích vì có thể đã vi phạm lệnh cấm của AMPAS về "[chỉ ra] tên của 'cuộc thi'", trong đó bài đăng có lấy một đoạn trích dẫn từ nhà phê bình điện ảnh Richard Roeber, người đã ca ngợi về diễn xuất của Riseborough là tốt hơn so với Blanchett, người cũng được đề cử cho hạng mục Nữ diễn viên chính xuất sắc nhất thông qua vai diễn trong Tár. Ngày 27 tháng 1 năm 2023, AMPAS thông báo rằng họ "đang xem xét các thủ tục vận động bầu cử cho các ứng cử viên năm nay để đảm bảo rằng không có nguyên tắc nào bị vi phạm" và đồng thời còn cho biết "liệu có cần thay đổi các quy tắc của giải trong kỷ nguyên mới của truyền thông xã hội và truyền thông kỹ thuật số hay không".
AMPAS thỉnh thoảng hủy bỏ các đề cử nếu phát hiện ra rằng người được đề cử đã tham gia vào chiến dịch vận động tranh cử trái phép. Tuy vậy, không có báo cáo nào cho thấy Riseborough đã làm như vậy hoặc bất kỳ thành viên nào của AMPAS đã gửi đơn khiếu nại chính thức về hành vi của chiến dịch; do đó, hai cây viết Clayton Davis của Variety và Pete Hammond của Deadline Hollywood đều dự đoán rằng đề cử kể trên sẽ không bị ảnh hưởng. Ngày 31 tháng 1 năm 2023, AMPAS đã kết thúc quá trình xem xét của mình bằng cách cam kết giải quyết "các chiến dịch vận động tiếp cận và truyền thông xã hội" mà họ cho rằng đã gây ra "mối quan ngại", dù vậy họ xác nhận rằng đề cử của Riseborough vẫn sẽ được giữ lại.